# Gompholobium ecostatum
Gompholobium ecostatum är en ärtväxtart som beskrevs av Kuchel. Gompholobium ecostatum ingår i släktet Gompholobium och familjen ärtväxter. Inga underarter finns listade i Catalogue of Life.